# جورج المور
جورج المور (انگلیسی: George Elmore؛ ۱۸۸۰ – ۱ ژوئیه ۱۹۱۶ (aged 36)) بازیکن فوتبال اهل پادشاهی متحد بریتانیای کبیر و ایرلند بود.
از باشگاه‌هایی که در آن بازی کرده‌است می‌توان به باشگاه فوتبال وست برومویچ آلبیون، باشگاه فوتبال آلترینچام، باشگاه فوتبال سنت میرن، باشگاه فوتبال بلکپول، باشگاه فوتبال بریستول راورز، باشگاه فوتبال ویتون آلبیون، باشگاه فوتبال نورتویچ ویکتوریا، و باشگاه فوتبال پاتریک تیسل اشاره کرد.